# Народная партия (Республика Корея)
«Народная партия» (кор. 국민의당) — бывшая политическая партия в Республики Корее. Партия была основана Ан Чхоль Су в феврале 2020 года после выхода из партии «Парынмирэдан». Является преемницей «Народной партии», которая также была основана Аном и существовала с 2016 по 2018 год.
На парламентских выборах Республики Кореи в 2020 году партия получила трёх представителей в Национальное собрание.

## Политические позиции
Партия является преемницей либеральной «Народной партии», но в целом стала более либеральной с экономической точки зрения.  Описывается как либеральная и умеренно-консервативная партия.
«Народная партия» имеет несколько более умеренные либеральные социальные позиции, чем предшественница, но она всё также не свободна от социального консерватизма. Ан Чхоль Су, ключевая фигура партии, выразил негативную позицию в отношении проведения парада ЛГБТ в Сеуле. Тем не менее, партия не всегда подчеркивает социальную консервативную позицию, потому что хочет представить образ «альтернативной политики», и с этой целью также критикует консервативную «Силу народа» (СН) в дополнение к леволиберальной «Демократической партии» (ДП). Во время президентской кампании 2022 года Ан критиковал как Юн Сок Ёля из СН, так и Ли Чжэ Мёна из ДП за то, что они слишком много внимания уделяли мужчинам в возрасте 20 лет и пропагандировали женоненавистничество.

## Слияние с «Силой народа»
18 апреля 2022 года лидер партии Ан Чхоль Су согласился на слияние с основной консервативной партией страны «Сила народа». Это произошло после того, как Ан отказался от участия в президентских выборах в марте 2022 года в пользу Юн Сок Ёля. Юн одержал победу с небольшим отрывом в 0,7 %.
Парламентский лидер «Народной партии» Квон Ын Хи отвергла идею слияния. Она заявила: «Я не могу принять идею слияния, поскольку это только помогает ещё больше укрепить двухпартийную политическую систему страны, тем самым ограничивая голоса второстепенных партий». Квон потребовала отказаться от планов объединения партий, чтобы она могла сохранить своё место в качестве независимого пропорционального депутата-представителя в Национальном собрании.